# Kesselmoor (Emsland)
Das Kesselmoor ist ein Naturschutzgebiet in der niedersächsischen Gemeinde Klein Berßen in der Samtgemeinde Sögel im Landkreis Emsland.
Das Naturschutzgebiet mit dem Kennzeichen NSG WE 273 ist 3,7 Hektar groß. Es ist vollständig Bestandteil des FFH-Gebietes „Stadtveen, Kesselmoor, Süd-Tannenmoor“.
Das Naturschutzgebiet liegt südwestlich von Klein Berßen. Es besteht aus einem Kleinstmoor, das sich in einer Ausblasmulde gebildet hat (→ Kesselmoor). Das Moor ist erhalten und verfügt über intakte Hoch- und Übergangsmoorvegetation. Es grenzt größtenteils an Wald, im Norden auch an eine landwirtschaftlich genutzte Fläche.
Das Gebiet steht seit dem 31. Dezember 2009 unter Naturschutz. Zuständige untere Naturschutzbehörde ist der Landkreis Emsland.